# Limnímetro
Limnímetro (do grego, limne - lago, e metro - medida) ou linígrafo consiste num instrumento que mede as variações do nível da superfície da água e cujo resultado é transmitido a um dispositivo de leitura ou de registo (neste caso o dispositivo denomina-se limnígrafo) Utilizado em lagos, rios ou reservatórios no âmbito de hidrologia.
Amplamente utilizado em estações hidrológicas, que podem ser do tipo: Fluviométrica, Limnimétrica.
Estações hidrológicas se desdobram nos tipos: Convencional e Automática. Estações hidrológicas convencionais são compostas por réguas limnimétricas e necessitam de um operador que faça as leituras diariamente em horários pré-definidos.
Estações hidrológicas automáticas são compostas por sistemas eletrônicos e autônomos que medem sensores (limnímetros), transformam em informação digital e a armazenam em memória. Podem ter ainda sistemas de transmissão que remetem automaticamente os dados para uma central de processamento e banco de dados. Nesse caso são chamadas de Estações Automáticas Telemétricas.